# Юри Сакунц
Юри Сакунц (арм. Յուրի Սաքունց; родился 25 сентября 1996, Чаренцаван) — рекордсмен, армянский пауэрлифтер и профессиональный боксёр.
- Чемпион мира по профессиональному боксу по версии WBU
- Чемпион мира по профессиональному боксу WBL и WBF
- Чемпион Евразии по версии WBF
- Чемпион Чехии по боксу
- Двукратный чемпион мира по силовое троеборье
- Чемпион мира по рукапашному бою,
- Ниндзя, таи джицу карате черный пояс 4 дан
- Серебряный призер чемпионата мира по стронгмену
- Чемпион Европы по стронгмену
- Чемпион Европы по силовой борьбе
- Бронзовый призер чемпионата мира по силовой борьбе
- Восьмикратный рекордсмен мира
- Многократный рекордсмен Армении

## Биография
Родился Сакунц 25 сентября 1996 года в армянском городе Чаренцаван.
С возраста 6 лет занимался вольной борьбой. В юные года стал чемпионам городских и региональных соревнований. После травмы оставил борьбу и начал установить рекорды.
Первый рекорд Юри побил в возрасте 16 лет. Он с помощью мизинца тянул автомобиль с весом 3 тонны. После этого второй рекорд установил во время службы в армии в возрасте 19 лет, который стал для него первым мировым рекордом. Он с помощью мизинца тянул 4 военных автомобиля общей массой 12 тонн. В то время он установил второй мировой рекорд. В стойках на руках и с помощью зубов он тянул военный автомобиль массой 3 тонны. После службы в армии Юри начал заниматься пауэрлифтингом и мас-рестлингом.
2018 году Юри стал чемпионом Армении по пауэрлифтингу и мас-рестлингу.
В конце 2018 года стал чемпионом Европы по пауэрлифтингу (WPA).
2019 году стал чемпионом Армении по пауэрлифтингу и мас-рестлингу.
В феврале 2019 года он стал чемпионом Евразии по пауерлифтингу (WPA).
В мае 2019 года, стал чемпионом мира по пауерлифтингу (WPA).
В июле 2019 года, стал чемпионом Кубка Европы по пауерлифтингу (WPA-World Powerlifting Alliance).
В июле 2019 года Юри стал чемпионом мира по пауерлифтингу (IPSU-International Pawerlifting Sport Union).
В ноябре 2019 года, занял 5 место в Кубке Мира по мас-рестлингу.

## Мировые рекорды
- 2018 году с помощью мизинца тянул 44 тонный поезд;
- в 2019 году с помощью зубов тянул пожарный автомобиль с весом 25 тонн;
- в 2020 году в стойке на руках и с помощью зубов он тянул автомобиль с весом 4,1 тонны;
- Рекорды Юри регистрированы в «Книге Гиннеса» и в нескольких мировых организациях.